# Rocher Siyyan

Rocher Siyyan é uma ilhota branca isolada no meio da baía pantanosa a oeste da península de Ras Siyyan. Situa-se na costa do Djibuti, no estreito de Babelmândebe, entre o mar Vermelho e o golfo de Adem. Administrativamente, a ilha pertence à região de Obock. 
Rocher Siyyan está localizado a cerca de 800 m a sudoeste da colina vulcânica que fica na ponta norte de Ras Siyyan e a cerca de 1500 metros da costa do continente.  Possui 55 metros de comprimento, até 45 metros de largura e tem uma área de apenas 2.000 metros quadrados. 